# Нойман, Карл Иоганн Генрих
Карл Иоганн Генрих Нойман (нем. Karl Johann Heinrich Neumann; 27 декабря 1823, Кенигсберг — 29  июня 1880, Бреслау) — немецкий историк, географ и археолог, профессор, доктор исторических наук.

## Биография
Карл Иоганн Генрих Нойман родился в семье пекаря. После окончания школы решил стать учителем и с 1842 изучал историю в Кёнигсбергском университете (Альбертина) под руководством профессоров В. Друмана и Ф. В. Шуберта.
В 1846 окончил университет. Крайняя нужда первоначально не позволила ему заняться академической карьерой. Для получения средств к существованию Нейман стал учителем в богатых семьях.
Революция 1848—1849 годов в Германии вовлекла его в политическую борьбу. К. Нейманн стал сотрудничать с рядом газет, выпускать листовки с решительным протестом против радикальной демократии. Его активность, с которой он выступал в газетных статьях, была замечена лидерами конституционной партии.
В 1851 он переехал в Берлин и стал одним руководителей редакции газеты Hartung’schen Zeitung zu Königsberg, а затем редакции газеты конституционалистов в Берлине. Его политическая деятельность закончилась двумя судебными процессами в 1852 после вмешательства принца Прусского.
К. Нейманн решил заняться научной деятельности и продолжить работу, начатую в университете в области исследования греческих поселений на Понте. В том же 1852 он опубликовал в журнале статью «de rebus Olbiopolitanorum», на основе которой подготовил диссертацию — Die Hellenen im Skythenlande (Эллины в Скифии) и в 1855 в Кенигсберге получил докторскую степень.
В своей работе впервые уделил особое внимание учету характера южных русских степей и кочевому образу жизни его древних жителей, рассмотрел сложные вопросы расового характера скифов, их взаимоотношений с обитателями греческих колоний на негостеприимном Понте. Публикация была положительно встречена не только в научном мире, но и в кругу образованных людей, чье внимание было в то время обращено на северные окраины Чёрного моря.
В 1860 он был назначен адъюнкт-профессором в университете Бреслау, где читал лекции по географии и древней историей. Занимался археологическими раскопками.
Умер в 1880 от эмфиземы.

## Избранные научные труды
Многие труды изданы после смерти автора:
- Эллины в Скифии. Их роль в древней географии, этнографии и истории торговли / Die Hellenen im Skythenlande. Ein Beitrag zur alten Geographie, Ethnographie und Handelsgeschichte
- Физическая география Греции… / Physikalische Geographie von Griechenland : mit besonderer Rücksicht auf das Alterthum (1885)
- История Рима во времени упадка Республики / Geschichte Roms während des Verfalls der Republik (1881—1884)
- Период Пунических войн / Das Zeitalter der punischen Kriege (1883)
- Греческие писатели историки и исторические источники двенадцатого века: исследования, Анна Комнина… /Griechische geschichtsschreiber und geschichtsquellen im zwölften jahrhundert : studien zu Anna Comnena, Theod. Prodromus, Joh. Cinnamus (1888)
- Исторический журнал / Zeitschrift
- Римское государство и единая церковь до Диоклетиана / Der römische Staat und die allgemeine Kirche bis auf Diocletian
- Глобальные позиции Византийской империи… / Die Weltstellung des byzantinischen Reiches vor den Kreuzzügen (1959)